# Zdzisław Basak
Zdzisław Marian Basak pseud. Marian (ur. 6 września 1920 w Dębinie, zm. 29 marca 1993) – działacz polskiego ruchu ludowego i komunistycznego, oficer AL i UBP.

## Życiorys
Syn Anieli i Karola, przed wojną 1939 ukończył 6 klas gimnazjum w Łańcucie i działał w Związku Młodzieży Wiejskiej „Wici”. Podczas okupacji niemieckiej należał początkowo do Związku Walki Zbrojnej, a od 1942 do Gwardii Ludowej i Polskiej Partii Robotniczej. Nadzorował oddział GL PPR „Iskra” Józefa Bielendy, w Armii Ludowej otrzymał stopień oficerski. W kwietniu 1946 został sekretarzem wojewódzkim Związku Bojowników o Wolność i Demokrację w Rzeszowie. Następnie przeniósł się do Gdańska, gdzie został funkcjonariuszem Urzędu Bezpieczeństwa, był też członkiem Gdańskiego Komitetu Wojewódzkiego PPR i Wojewódzkiej Rady Narodowej w Gdańsku. Od 3 kwietnia 1947 pełnił obowiązki naczelnika Wydziału V Wojewódzkiego Urzędu Bezpieczeństwa Publicznego w Gdańsku. Od 1 czerwca 1949 kierował Sekcją 1 tego Wydziału. 13 września 1949 został zwolniony.

## Odznaczenia
- Krzyż Srebrny Orderu Virtuti Militari (1946)[2]
- Krzyż Walecznych
- Krzyż Partyzancki
- Srebrny Krzyż Zasługi
- Srebrny Medal „Zasłużonym na Polu Chwały”
- Medal Zwycięstwa i Wolności 1945 (1945)
- Wpis do „Księgi zasłużonych dla województwa rzeszowskiego” (1982)[3]

i inne.